# Изнасилваческа култура
Изнасилваческата култура е социологическо понятие, което описва среда, в която изнасилването е често срещано и се тривиализира, през призмата на социалните представи за джендъра и сексуалността.
Поведения, което обикновено се асоциират с изнасилваческата култура, са търсенето на вината в жертвата, сексуалната обектификация, вменяването на срам, тривиализация на изнасилването, отричане на широкото разпространение на изнасилването, и отказ от признаване на физическите и психологически поражения от изнасилването или други форми на сексуално насилие. Понятието изнасилваческа култура е използвано, за да обясни поведения в дадени социални групи, например изнасилвания в затворите, или в конфликтни зони, като масови изнасилвания при войни като психологическа военна тактика. За цели общества се твърди, че са изнасилвачески култури.

## Исторически контекст
В исторически план, повечето държави са приемали, че жените са хора втора категория и не заслужават същите права като мъжете.:с. 16 – 17 В предишни епохи, в законите изнасилването е престъпление, само когато изнасилените са девствени момичета: тези закони защитават техните бащи. В тези случаи, изнасилването на жената се приема като атака срещу имуществото на баща ѝ, понеже жена, която не е била девствена при сватбата е имала по-малка стойност; ако жената е била омъжена, изнасилването ѝ било атака срещу съпруга и, понеже то нарушавало собствеността му. .:с. 16 – 17 Изнасилвачът бил наказван или със заплащане или тежко наказание. Бащата е можел да изнасили съпругата на изнасилвача или да принуди изнасилвача да се ожени за дъщеря му. Мъж не е можело да бъде обвинен в изнасилване на съпругата си, тъй като тя била негова собственост. . Както отбелязва Уини Том, „За сметка на това, изнасилването на жена, която не е имала близки връзки с баща си или със съпруг, не е било някакво притеснение.“
В Съединените щати, в навечерието и по време на Гражданска война, когато робството е широко разпространено, законът, на първо място, е забранявал изнасилването на бели жени от чери мъже. Наказанието за това престъпление, в много щати, е било смърт или кастрация. За сметка на това, изнасилването на чернокожа жена от бял мъж не е било незаконно.
Например, в САЩ до 1930-те години, изнасилването се смята за престъпление, извършвано само от мъже и чиито жертви са само жени. От 1935 г. до 1965 г. се наблюдава промяна в общественото мнение, при която изнасилвачите не се приемат за престъпници, а за душевно болни „сексуални психопати“. Мъже, извършили изнасилвания, не биват осъждани на затвор, а биват приемани в психиатрични болници, където били лекувани от тяхното заболюване. Понеже само „луди“ били способни на изнасилвания, никой не смятал обикновените хора за способни на такова насилие.
С промяната на ролята на жената в обществото се променя и обществения възглед към изнасилването. Понеже жените се ангажират повече с обществения живот (т.е. търсят работа, вместо да са домакини), много хора възприемат възгледа, че те са „леки“ и си „търсят“ проблемите. Като отслабват важността на ролите на съпруга и майка, жените, които се включват в обществения живот са възприемани като незачитащи традиционните полови роли, и следователно „не заслужават защитата, която идва с традиционните правила на връзката мъж-жена“.

## Произход и употреба
Терминът „изнасилваческа култура“ възниква за пръв път през 1970-те години по време на втората вълна феминизъм и е приложен към съвременната американска култура, когато започва и обществено осъзнаване на разпространеността на изнасилванията. По-рано, според канадската психоложка Александра Ръдърфорд, повечето американци не са и предполагали колко са разпространени изнасилванията, кръвосмешенията и побоите. Понятието изнасилваческа култура предполага, че изнасилването е обичайно и нормално в американската култура и е крайно проявление на широко втълпена социална мизогиния и сексизъм. Изнасилването е предефинирано като насилие, вместо като сексуално престъпление, и започва да се възприема не като резултат от силно сексуално желание, а като желание за мъжка доминация, заплаха, и чувство за контрол над нормите на джендъра. Изнасилването започва и да се разглежда през очите на жертвата, а не само на изнасилвача.

## Проявления
Майкъл Паренти смята, че изнасилваческата култура се проявява чрез приемане на изнасилването като факт от ежедневния живот, и дори мъжки прерогатив. Това положение се влошава от бездействието на полицейските органи при оплаквания от изнасилване, както и прехвърляне на вината на жертвата, нежеланието на властите да тръгнат срещу патриархалните норми, както и страха на жертвите от стигматизация на тях лично и на семействата им. Други социолози допускат, че изнасилваческата култура свързва секса без съгласие със социума, където патриархалните норми, преплетени с мизогинията и половото неравенство, се предават от поколение на поколение, и това води до широко разпространено и институционализирано приемане на изнасилването.
Изнасилваческата култура разпространява определени митове, които са кодифицирани в законите. Феминистките и джендър активистите описват изнасилваческата култура, която застъпва насилието, основано на пола, и разпространява митове, според които изнасилването е просто „груб секс“, или че за изнасилването са виновни жертвите. Тези митове са социални послания към жените да възприемат предефинираните полови роли по отношение на сексуалното поведение. 
Един от широко разпространените митове е, че само „лошите“ или „лошо държащите“ се жени биват изнасилвани. Това създава категория от жени, които биват отделяни от обществото, и с тази „другост“ се цели внушението, че не всяка жена може да бъде изнасилена. Митът е, че жените, които биват изнасилвани, не биват изнасилвани без причина, че те са го „заслужили“. Ако жените вярват, че са го заслужили, те няма да се оплачат пред властите.